# Kalí
Kalí är en ort i Grekland.   Den ligger i prefekturen Nomós Péllis och regionen Mellersta Makedonien, i den norra delen av landet, 300 km norr om huvudstaden Aten. Kalí ligger 37 meter över havet och antalet invånare är 1 773.
Terrängen runt Kalí är kuperad åt nordväst, men åt sydost är den platt. Runt Kalí är det ganska tätbefolkat, med 96 invånare per kvadratkilometer. Närmaste större samhälle är Édessa, 11,1 km väster om Kalí. Trakten runt Kalí består till största delen av jordbruksmark.